# 꽃의 아이 룬룬
꽃의 아이 룬룬(일본어: 花の子ルンルン)은 마법소녀 애니메이션으로 꽃을 배경으로 하는 도에이 애니메이션이다. 그것은 서구, 특히 유럽뿐만 아니라 일본에서도 큰 성공을 거두었다.
대한민국에서는 《꽃천사 루루》라는 제목으로 1980년 2월 20일부터 1981년 3월 4일까지 MBC를 통해 방영되었다.

## 줄거리
룬룬은 한 시골 마을에 살던 소녀로, 조상 중에 꽃의 정령이 있었기 때문에 꽃마술의 잠재능력을 갖고 있다. 어느 날 꽃의 정령들이 사는 플라워 성에서 온 말하는 개 누보와 고양이 캬토에게서 마법 펜던트의 '꽃의 열쇠'를 건네받고 꽃을 찾기 위한 여행길에 오르게 된다. 룬룬의 임무는 두 가지이다. 꽃 한송이에 일곱 가지 색이 들어있는 신기한 꽃인 "무지개 꽃"을 찾아내는 것, 그리고 혼탁해진 인간들의 마음을 구원해 다시 꽃의 정령들이 세상에 살 수 있도록 하는 것이다. 처음 여행 중에 만난 세르주에게 반하게 되고, 세르주도 룬룬처럼 꽃을 소중히 여기는 청년이었고, 룬룬을 매번 도와주며 꽃을 룬룬이 만난 사람들에게 나눠준다. 룬룬의 여행길에 누보,캬토와 비슷하게 꽃의 정령들의 나라에서 온 토게니시아와 그의 부하 야보키가 나타나서 매번 방해를 하며 토게니시아는 룬룬 일행보다 먼저 무지개 꽃을 찾아 여왕이 되려는 음모를 꾸민다. 여행 중에 룬룬은 세르주를 구하려다가 꽃의 열쇠가 부서지는 비운을 겪었으나 새로운 꽃의 열쇠를 받게 되었고 룬룬은 자신의 출생의 비밀에 대해서도 알게 되고,여행을 끝내고 최종화 이전 고향으로 돌아왔던 룬룬은 토게니시아보다 먼저 무지개 꽃을 찾아낸다. 무지개 꽃을 들고 꽃의 정령들의 나라인 플라워 성에 가면서 모두의 환호 사이 정령의 왕이 룬룬에게 왕자와 결혼하라고 한다. 룬룬은 청혼을 거절하고 달아다려다가 누군가와 부딪혔고 그 사람은 세르주였다. 그리하여 세르주가 꽃의 정령들의 나라의 첫째 왕자임을 알게 되고, 대관식 전날 룬룬은 고향에 계신 조부모님이 생각나서 세르주와의 결혼을 망설이게 된다. 다음날 꽃의 정령들의 나라의 대관식에 그의 동생이 지구에 더 할일이 있던 세르주 대신 왕위에 오르면서 룬룬은 세르주와 같이 지구로 돌아가며 결혼을 하면서 플라워 성처럼 지구에서도 꽃을 가꾸겠다며 행복하게 살게 된다.

## 등장 인물
- 룬룬 플라워(루루)

- 세르쥬 플로라(세르쥬)

- 캬토(키티)

- 누보

- 토게니시아(메디아)

- 야보키(카멜)

## 목소리 출연
- 루루 - 정경애
- 세르쥬 - 김승준
- 키티 - 김수경
- 누보 - 유해무
- 메디아 - 김성희
- 카멜 - 이윤선